# Bayfield (Colorado)
Bayfield is een plaats (town) in de Amerikaanse staat Colorado, en valt bestuurlijk gezien onder La Plata County.

## Demografie
Bij de volkstelling in 2000 werd het aantal inwoners vastgesteld op 1549.
In 2006 is het aantal inwoners door het United States Census Bureau geschat op 1792, een stijging van 243 (15,7%).

## Geografie
Volgens het United States Census Bureau beslaat de plaats een oppervlakte van
2,8 km², geheel bestaande uit land. Bayfield ligt op ongeveer 2103 m boven zeeniveau.

## Plaatsen in de nabije omgeving
De onderstaande figuur toont nabijgelegen plaatsen in een straal van 64 km rond Bayfield.